# Estland op de Olympische Zomerspelen 2004
Estland nam deel aan de Olympische Zomerspelen 2004 in Athene, Griekenland. In tegenstelling tot de vorige editie won het Baltische land dit keer geen gouden medaille.

## Medailleoverzicht
| Sport    | Olympiër           | Discipline       | Medaille |
| -------- | ------------------ | ---------------- | -------- |
| Roeien   | Jüri Jaanson       | skiff (m)        | Zilver   |
| Atletiek | Aleksander Tammert | discuswerpen (m) | Brons    |
| Judo     | Indrek Pertelson   | +100kg (m)       | Brons    |

## Deelnemers en resultaten per onderdeel

### Atletiek
| Olympiër           | Onderdeel              | Resultaat | Prestatie                                                   |
| ------------------ | ---------------------- | --------- | ----------------------------------------------------------- |
| Tarmo Jallai       | 110m horden (m)        | 38e       | serie 6: 6de in 13,77                                       |
| Pavel Loskutov     | marathon (m)           | 26e       | 2:18.09                                                     |
| Lauri Leis         | hink-stap-springen (m) | 33e       | kwalificatie groep B: 18de met 16,18m                       |
| Marko Aleksejev    | hoogspringen (m)       | 31e       | kwalificatie groep B: 16de met 2,15m                        |
| Taavi Peetre       | kogelstoten (m)        | 26e       | kwalificatie groep A: 13de met 19,14m                       |
| Gerd Kanter        | discuswerpen (m)       | 20e       | kwalificatie groep A: 10de met 60,05m                       |
| Aleksander Tammert | discuswerpen (m)       | Brons     | kwalificatie groep A: 2de met 65,70m finale: 3de met 66,66m |
| Andrus Värnik      | speerwerpen (m)        | 6e        | kwalificatie groep A: 4de met 83,25m finale: 6de met 83,25m |
| Erki Nool          | tienkamp (m)           | 8e        | 8235 punten                                                 |
| Kristjan Rahnu     | tienkamp (m)           | DNF       | niet gefinisht                                              |
| Indrek Turi        | tienkamp (m)           | 23e       | 7708 punten                                                 |
|                    |                        |           |                                                             |
| Egle Uljas         | 400m (v)               | 24e       | serie 4: 5de in 51,91 (NR) halve finale 1: 8ste in 53,13    |
| Jane Salumäe       | marathon (v)           | 44e       | 2:48.47                                                     |
| Eha Rünne          | discuswerpen (v)       | 37e       | kwalificatie groep B: 19de met 54,82m                       |
| Moonika Aava       | speerwerpen (v)        | 33e       | kwalificatie groep B: 17de met 54,96m                       |

### Judo
| Olympiër         | Onderdeel  | Resultaat | Prestatie |
| ---------------- | ---------- | --------- | --- |
| Aleksei Budõlin  | -81kg (m)  | 17e       | 1ste ronde: W van GEO Mamrikisjvili: waza-ari 2de ronde: V van BRA Canto: yuko |
| Indrek Pertelson | +100kg (m) | Brons     | 1ste ronde: W van ALG Bouaichaoui: ippon 2de ronde: W van UZB Tangriev: yuko kwartfinale: V van RUS Tmenov: ippon herkansingen: W van BRA Hernandes herkansingen 2: W van TUR Tataroğlu: waza-ari bronzen finale: W van ITA Bianchessi: ippon |

### Roeien
| Olympiër                                              | Onderdeel       | Resultaat | Prestatie                                                                       |
| ----------------------------------------------------- | --------------- | --------- | ------------------------------------------------------------------------------- |
| Jüri Jaanson                                          | skiff (m)       | Zilver    | serie 6: 1ste in 7.13,74 halve finale 3: 1ste in 6.47,36 finale: 2de in 6.51,42 |
| Leonid Gulov Tõnu Endrekson                           | dubbel-twee (m) | 4e        | serie 3: 3de in 6.58,80 halve finale 2: 2de in 6.12,80 finale: 4de in 6.35,30   |
| Oleg Vinogradov Igor Kuzmin Andrei Šilin Andrei Jämsä | dubbel-vier (m) | 9e        | serie 1: 2de in 5.45,56 halve finale 2: 4de in 5.44,90 finale B: 3de in 6.05,11 |

### Schietsport
| Olympiër       | Onderdeel | Resultaat | Prestatie                                           |
| -------------- | --------- | --------- | --------------------------------------------------- |
| Andrei Ineshin | skeet (m) | 21e       | kwalificatie: 21ste met 119 punten (24-25-24-23-23) |

### Tennis
| Olympiër              | Onderdeel      | Resultaat | Prestatie                                    |
| --------------------- | -------------- | --------- | -------------------------------------------- |
| Kaia Kanepi           | enkelspel (v)  | 33e       | 1ste ronde: V van KOR Cho: 6-7, 1-6          |
| Maret Ani Kaia Kanepi | dubbelspel (v) | 17e       | 1ste ronde: V van AUS Molik/Stubbs: 1-6, 4-6 |

### Triatlon
| Olympiër     | Onderdeel | Resultaat | Prestatie  |
| ------------ | --------- | --------- | ---------- |
| Marko Albert | mannen    | 21e       | 1:55.26,59 |

### Wielersport
| Olympiër      | Onderdeel        | Resultaat    | Prestatie      |
| Mountainbike  | Mountainbike     | Mountainbike | Mountainbike   |
| ------------- | ---------------- | ------------ | -------------- |
| Sigvard Kukk  | mannen           | 41e          | op 2 rondes    |
| Weg           |                  |              |                |
| Andrus Aug    | wegwedstrijd (m) | DNF          | niet gefinisht |
| Jaan Kirsipuu | wegwedstrijd (m) | DNF          | niet gefinisht |
| Erki Pütsep   | wegwedstrijd (m) | DNF          | niet gefinisht |
| Janek Tombak  | wegwedstrijd (m) | 41e          | 5:50.35        |
|               |                  |              |                |
| Maaris Meier  | wegwedstrijd (v) | DNF          | niet gefinisht |

### Worstelen
| Olympiër       | Onderdeel      | Resultaat      | Prestatie                                                                            |
| Grieks-Romeins | Grieks-Romeins | Grieks-Romeins | Grieks-Romeins                                                                       |
| -------------- | -------------- | -------------- | ------------------------------------------------------------------------------------ |
| Tarvi Thomberg | -84kg (m)      | 19e            | groep E: 4de V van BUL Metodiev: 0-3 V van UKR Daragan: 0-5 V van TUR Yerlikaya: 0-3 |

### Zeilen
| Olympiër     | Onderdeel | Resultaat | Prestatie                                      |
| ------------ | --------- | --------- | ---------------------------------------------- |
| Imre Taveter | finn (m)  | 25e       | 221 punten: (25-23-24-23-23-21-18-24-22-25-18) |

### Zwemmen
| Olympiër          | Onderdeel           | Resultaat | Prestatie               |
| ----------------- | ------------------- | --------- | ----------------------- |
| Danil Haustov     | 50m vrije slag (m)  | 49e       | serie 6: 8ste in 23,56  |
| Danil Haustov     | 400m vrije slag (m) | 37e       | serie 5: 6de in 51,02   |
| Aleksander Baldin | 100m schoolslag (m) | 49e       | serie 3: 7de in 1.06,04 |
| Aleksander Baldin | 200m schoolslag (m) | 32e       | serie 3: 6de in 2.17,90 |
|                   |                     |           |                         |
| Triin Aljand      | 50m vrije slag (v)  | 26e       | serie 7: 3de in 26,19   |
| Jana Kolukanova   | 100m vrije slag (v) | 37e       | serie 4: 8ste in 57,45  |
| Elina Partõka     | 200m vrije slag (v) | 28e       | serie 7: 2de in 2.03,54 |
| Jelena Petrova    | 800m vrije slag (v) | 23e       | serie 1: 3de in 9.01,62 |

Afghanistan · Albanië · Algerije · Amerikaanse Maagdeneilanden · Amerikaans-Samoa · Andorra · Angola · Antigua en Barbuda · Argentinië · Armenië · Aruba · Australië · Azerbeidzjan · Bahama's · Bahrein · Bangladesh · Barbados · België · Belize · Benin · Bermuda · Bhutan · Bolivia · Bosnië en Herzegovina · Botswana · Brazilië · Britse Maagdeneilanden · Brunei · Bulgarije · Burkina Faso · Burundi · Cambodja · Canada · Centraal-Afrikaanse Republiek · Chili · China · Chinees Taipei · Colombia · Comoren · Congo-Brazzaville · Congo-Kinshasa · Cookeilanden · Costa Rica · Cuba · Cyprus · Denemarken · Djibouti · Dominica · Dominicaanse Republiek · Duitsland · Ecuador · Egypte · El Salvador · Equatoriaal-Guinea · Eritrea · Estland · Ethiopië · Fiji · Filipijnen · Finland · Frankrijk · Gabon · Gambia · Georgië · Ghana · Grenada · Griekenland · Groot-Brittannië · Guam · Guatemala · Guinee · Guinee‑Bissau · Guyana · Haïti · Honduras · Hongarije · Hongkong · Ierland · IJsland · India · Indonesië · Irak · Iran · Israël · Italië · Ivoorkust · Jamaica · Japan · Jemen · Jordanië · Kaaimaneilanden · Kaapverdië · Kameroen · Kazachstan · Kenia · Kirgizië · Kiribati · Koeweit · Kroatië · Laos · Lesotho · Letland · Libanon · Liberia · Libië · Liechtenstein · Litouwen · Luxemburg · Macedonië · Madagaskar · Malawi · Malediven · Maleisië · Mali · Malta · Marokko · Mauritanië · Mauritius · Mexico · Micronesië · Moldavië · Monaco · Mongolië · Mozambique · Myanmar · Namibië · Nauru · Nederland · Nederlandse Antillen · Nepal · Nicaragua · Nieuw-Zeeland · Niger · Nigeria · Noord-Korea · Noorwegen · Oeganda · Oekraïne · Oezbekistan · Oman · Oostenrijk · Oost‑Timor · Pakistan · Palau · Palestina · Panama · Papoea-Nieuw-Guinea · Paraguay · Peru · Polen · Portugal · Puerto Rico · Qatar · Roemenië · Rusland · Rwanda · Saint Kitts en Nevis · Saint Lucia · Saint Vincent en Grenadines · Salomonseilanden · Samoa · San Marino · Sao Tomé en Principe · Saoedi-Arabië · Senegal · Servië en Montenegro · Seychellen · Sierra Leone · Singapore · Slovenië · Slowakije · Soedan · Somalië · Spanje · Sri Lanka · Suriname · Swaziland · Syrië · Tadzjikistan · Tanzania · Thailand · Togo · Tonga · Trinidad en Tobago · Tsjaad · Tsjechië · Tunesië · Turkije · Turkmenistan · Uruguay · Vanuatu · Venezuela · Verenigde Arabische Emiraten · Verenigde Staten · Vietnam · Wit-Rusland · Zambia · Zimbabwe · Zuid-Afrika · Zuid-Korea · Zweden · Zwitserland